# Ortanique (tangor)
Hybride
Parent A de l'hybridation 
  Citrus sinensis 
×

Parent  B de l'hybridation 
  Citrus réticulata 
Classification phylogénétique
Ortanique est un tangor de fin de saison, hybride spontané d'orange douce (Citrus sinensis) et mandarine (Citrus reticulata) apparu à La Jamaïque. Le fruit aplati est gros, d'une belle couleur, juteux, sucré et d'un gout agréable.

## Dénomination
C'est Herbert Henry Cousins (1869-1949), Directeur de l'Agriculture à La Jamaïque de 1908 à 1932 qui aurait baptisé Ortanique de ORange + TANgerine +unIQUE. À cause d'un dépôt de marque sur ce nom, il est également nommé: Tambor (TAMButi + ORange) en Afrique du Sud, Topaz en Israël, Ortaline, Mandora ou Mandor à Chypre, Ormanda, Urunique en Uruguay et Mystique (nucellaire).

## Histoire
Le 1er mars 1939, David Daniel Phillips a présenté au conseil d'administration de la Jamaica Agricultural Society une nouvelle variété d'agrumes qu'il nomme Ortanique. Il est reconnu par cette autorité comme créateur de la variété avec pour date de semis environ 1920. On lit (1963) qu'il serait un semis fortuit par CP Jackson de Chellaston, Mandeville, Jamaïque ou bien encore par un certain M. Swaby. Selon une descendante de  David Daniel Phillips ces derniers auraient semé des graines issues de fruit Organique original. 

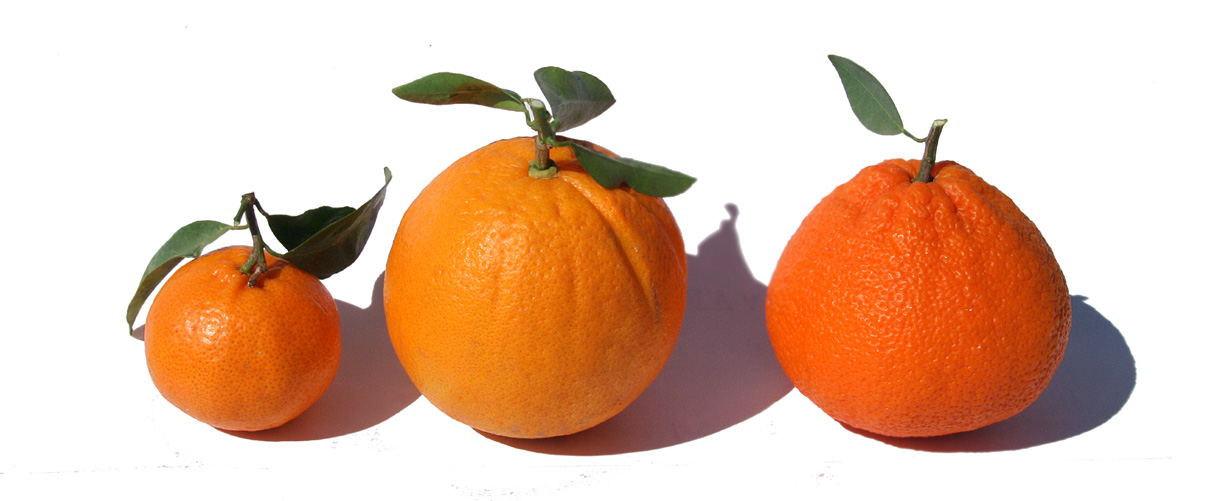
De gauche à droite: Mandarine, Orange douce et l'hybride Tangor (Ortanique)

Jusqu'aux années 1970 sa culture s'est limitée à la Jamaïque. Puis elle s'est étendue au Honduras, à Chypre, Israël et à l'Afrique du Sud, au Maroc et à l'Espagne (en 1971, inscrit sur la liste officielle des variétés espagnoles en 1998), en 2003 Ortanique fait partie de la liste des agrumes protégés par l’IGP Agrumes de Valence.

## Description
L'arbre est sensible à l'alternance biennale qui engendre (sauf éclaircissage) une taille irrégulière du fruit. Il est principalement cultivé en climat chaud et humide, subtropical ou méditerranéen chaud. Afin d'éviter un grand nombre de graine (Ortanique est parthénocarpique et auto-incompatible) les vergers sont plantés d'oranges Valencia avec qui la pollinisation croisée donne en moyenne 3 à 5 graines/fruit. En Espagne, il est signalé sensible au calcaire et aux changements brusques de température (le fruit des arbres greffés sur citrange peut tomber en cas de froid). 
Le fruit a un poids moyen de 175 à 185 g, il est sucré (12,8 à 13,7 ° brix) et une acidité de 1.5% soit un ratio sucre/acide de presque 9 (ce ratio a pour minima 7.5 pour les hybrides de mandarine). Le pourcentage de jus est élevé: 50 à 55 %. Il n'est pas facile à peler, et présente un aspect granuleux en cas de pollinisation croisée. Malgré cela il est toujours cultivé pour sa maturité tardive (mars-avril hémisphère nord), sa belle couleur et son gout. Le diamètre moyen observé au Brésil est 9 cm, suffisamment grand pour le consommer à la cuillère comme un C. paradis. Le jus (Brésil) a une forte teneur en caroténoïdes (β-cryptoxanthine et de cis-violaxanthine), et le fruit supporte un long stockage à 10 °C.
L'apport nutritionnel d'ortanique a été publié en 2014, l'écorces peut convenir comme additifs alimentaires nutritionnels et thérapeutiques.

## Huile essentielle
L'HE d'Ortanique est plus proche en composition et en parfum de l'orange douce que de la mandarine. Pour autant Sawamura regroupe son travail sur les HE des tangors ('Temple' et 'Orlando') dans le hybrides de mandarines (2010). Il décrit la singularité du profil aromatique des tangors à partir d'une liste de composés volatils oxygénés: octanal, nonanal, décanal, undécanal, néral, aldéide perilla, β-sinensal.

Une publication brésilienne a montré que la composition de l'HE du fruit est très peu affectée par le porte-greffe. 

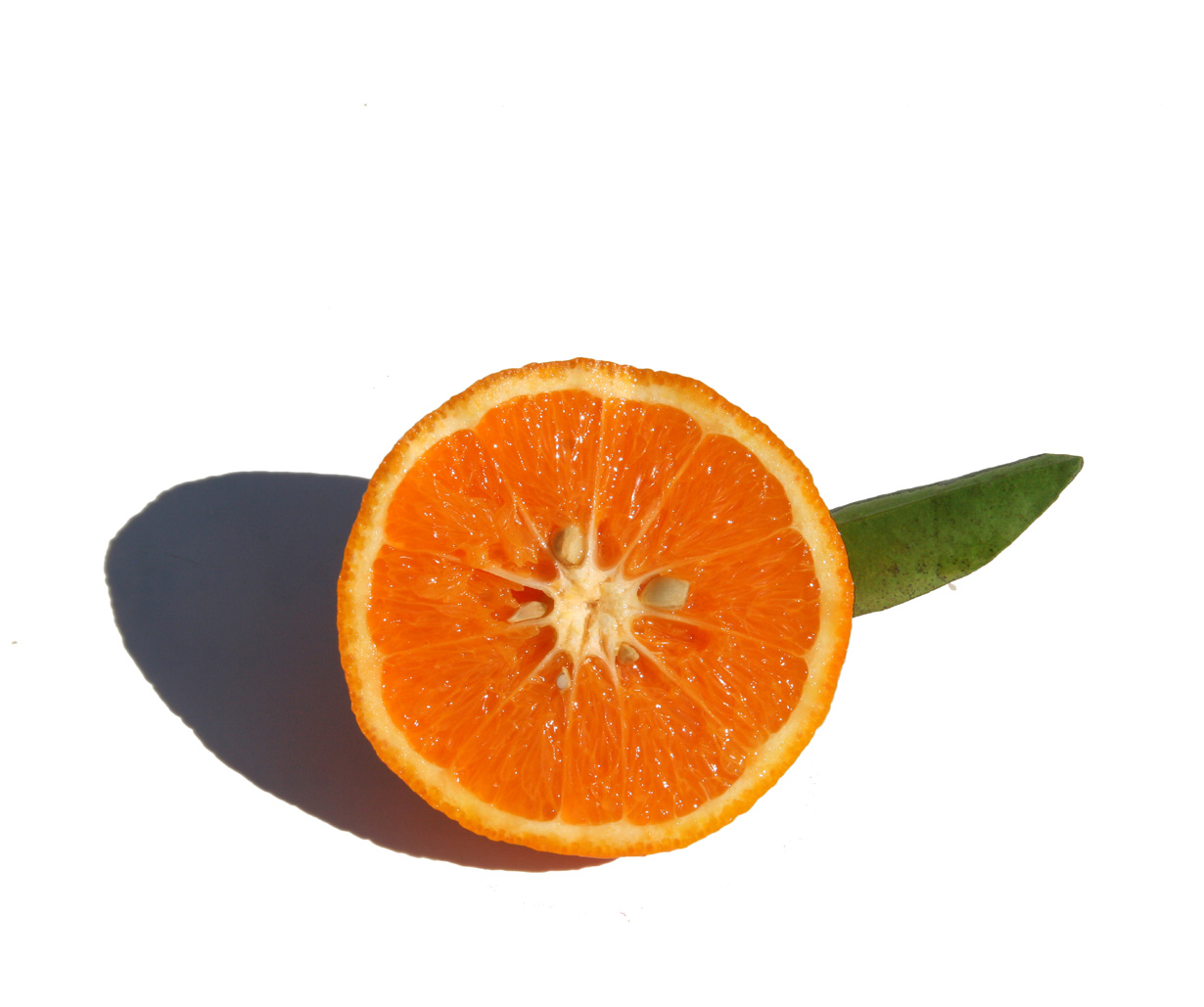
Ortanique en coupe

### Huile essentielle de feuille
Le petit-grain (extraction à la vapeur) contient par ordre 63 % de N-méthylanthranilate de méthyle, 12 % d'α-terpinéol, 11 % de β-caryophyllène, 3 % d'α-terpinéne. Elle constitue un insecticide puissant (essai probant sur tous les stades de développement de Tribolium castaneum) agissant en 4 jours.